# Hortus deliciarum
L'Hortus deliciarum fou un manuscrit il·lustrat medieval realitzat i compilat per Herrada de Landsberg en el convent de Mont Sainte-Odile, a Ottrott. Fou començat el 1167 i servia com a enciclopèdia pedagògica per a les nouvingudes al convent. És la primera enciclopèdia de la qual es tenen proves que va ser escrita per una dona. Va ser acabat el 1185 i es va convertir en un dels manuscrits il·lustrats més celebrats de l'època. La major part del text està escrit en llatí, amb glosses en alemany.
Representava un compendi del coneixement del segle xii. Contenia poemes, música, i il·lustracions, que eren la part més famosa i estimada; aquestes incloïen dibuixos de texts clàssics i àrabs. Entre els poemes hi havia alguns escrits per Herrada dirigits a les monges, dels quals la gran majoria va ser adaptats amb música.
Hortus deliciarum és una de les primeres fonts de la polifonia originades en un convent. Conté almenys 20 textos amb cançons escrites originalment amb la seva música. Les que es poden reconèixer pertanyen al conductus, i presenten principalment una composició en contrapunt. La notació està escrita en neumes semiquadràtiques amb parells de pentagrames de 4 línies. Van sobreviure dues cançons amb la música intacta: Primus parens hominum, una cançó monofònica, i Sol oritur occasus, composta per dues parts.
El manuscrit original, que havia estat traslladat a la biblioteca municipal d'Estrasburg durant la Revolució Francesa, va ser destruït en un incendi el 1870, en el setge a la ciutat durant la guerra francoprussiana. Ha estat possible reconstruir parts en trobar-se trossos copiats en altres fonts; Christian Maurice Engelhardt havia copiat les miniatures el 1818, i el recull va ser publicat per Straub i Keller (1879-1899).

## Il·lustracions
El manuscrit contenia 336 il·lustracions que simbolitzaven diversos temes, des de teològics i filosòfics fins a literaris, i eren una de les parts més atractives de la obra d'Herrada. Entre d'altres incloïa una il·lustració dels signes del zodíac, una representació de l'Infern que podria haver servit d'inspiració a Dante per la similitud a la descripció que en fa en La divina Comèdia i fins i tot hi ha una representació de les seves companyes religioses.

### Scala delle virtù
Com la major part dels escriptors de l'època, Herrada considerava les dones hereves de l'Eva pecadora, i per això per a ella, la castedat era la primera i la més important de les virtuts que havien de tenir. Per aquest motiu, en la miniatura Scala delle virtù, que representa els esglaons que havien de pujar els cristians per a arribar al paradís, la parella casada és la primera que cau. En aquesta miniatura les dones no son només les víctimes que cauen davant les trampes del Maligne, si no que elles mateixes són la principal causa del pecat, ja que són la principal temptació dels homes. En la il·lustració, altres pecats capitals com l'avarícia o la supèrbia són molt menys perillosos a l'hora d'impedir l'ascens dels cristians al paradís.

## Galeria d'imatges

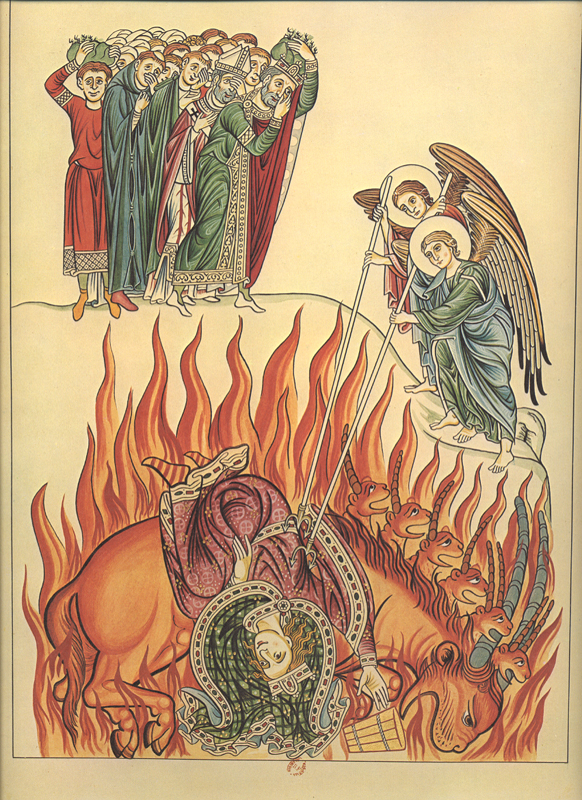
Babilònia la gran
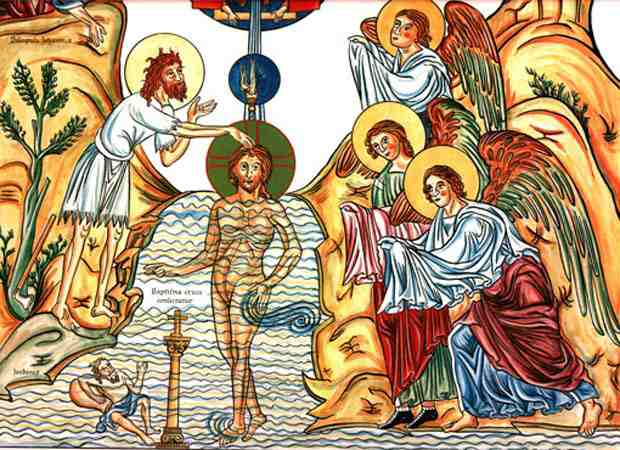
El baptisme de Jesús
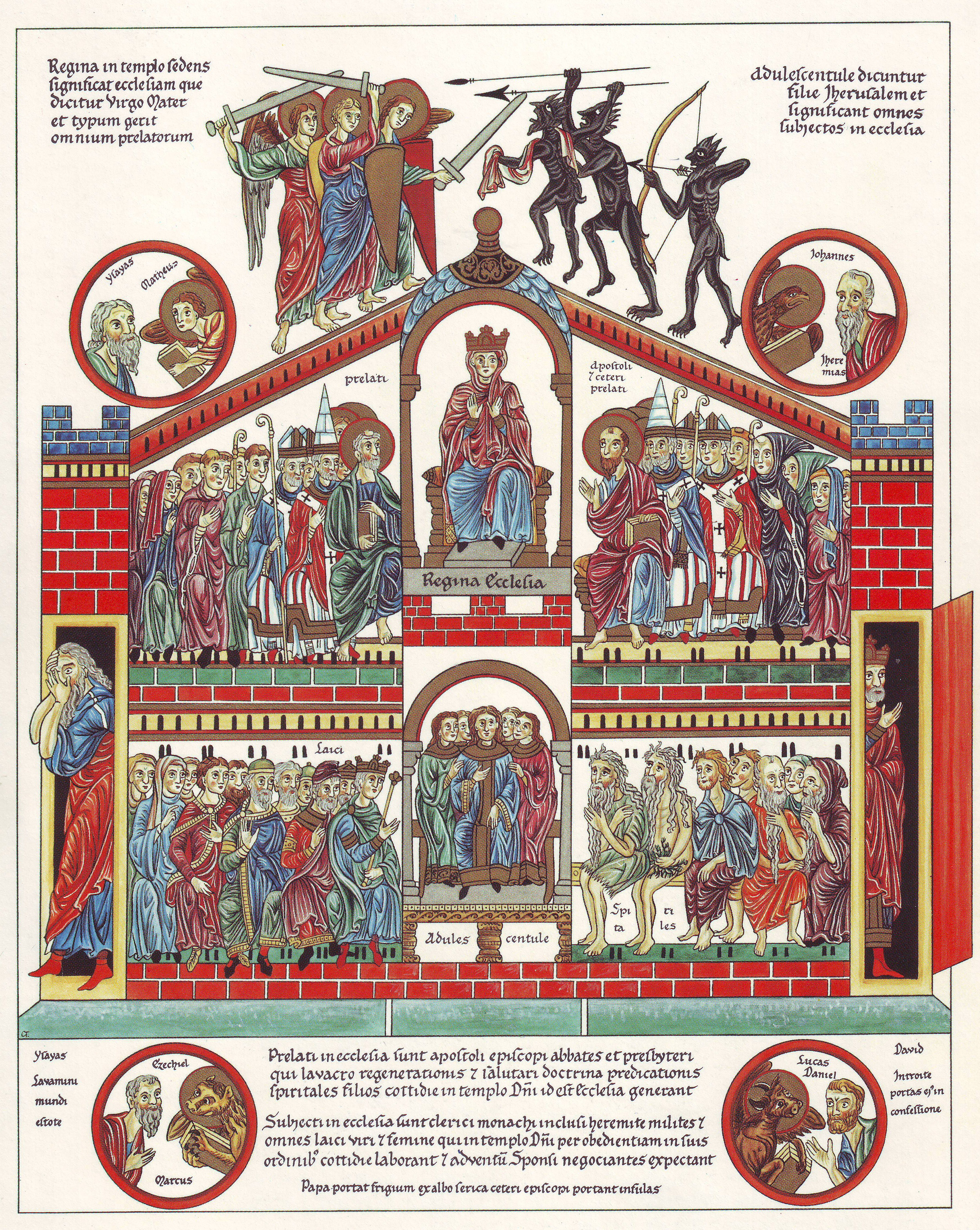
La santa església (Regina Ecclesia)
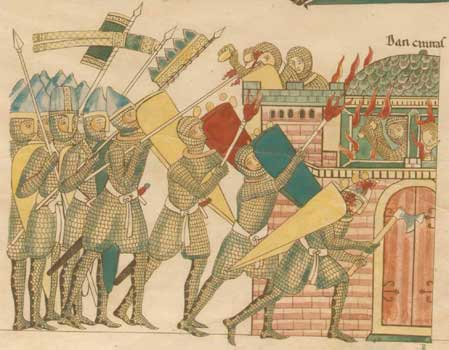
Escena de guerra
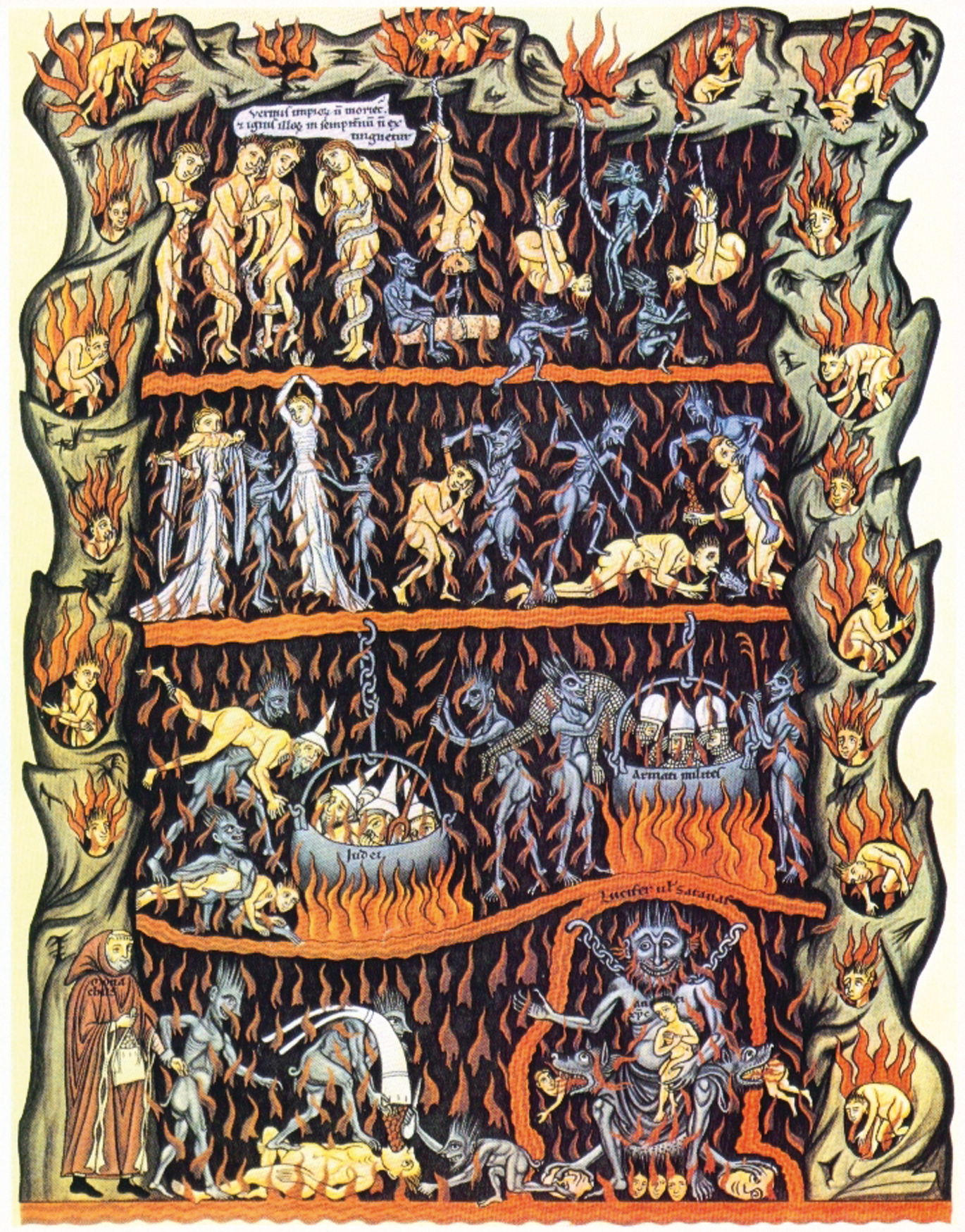
L'Infern
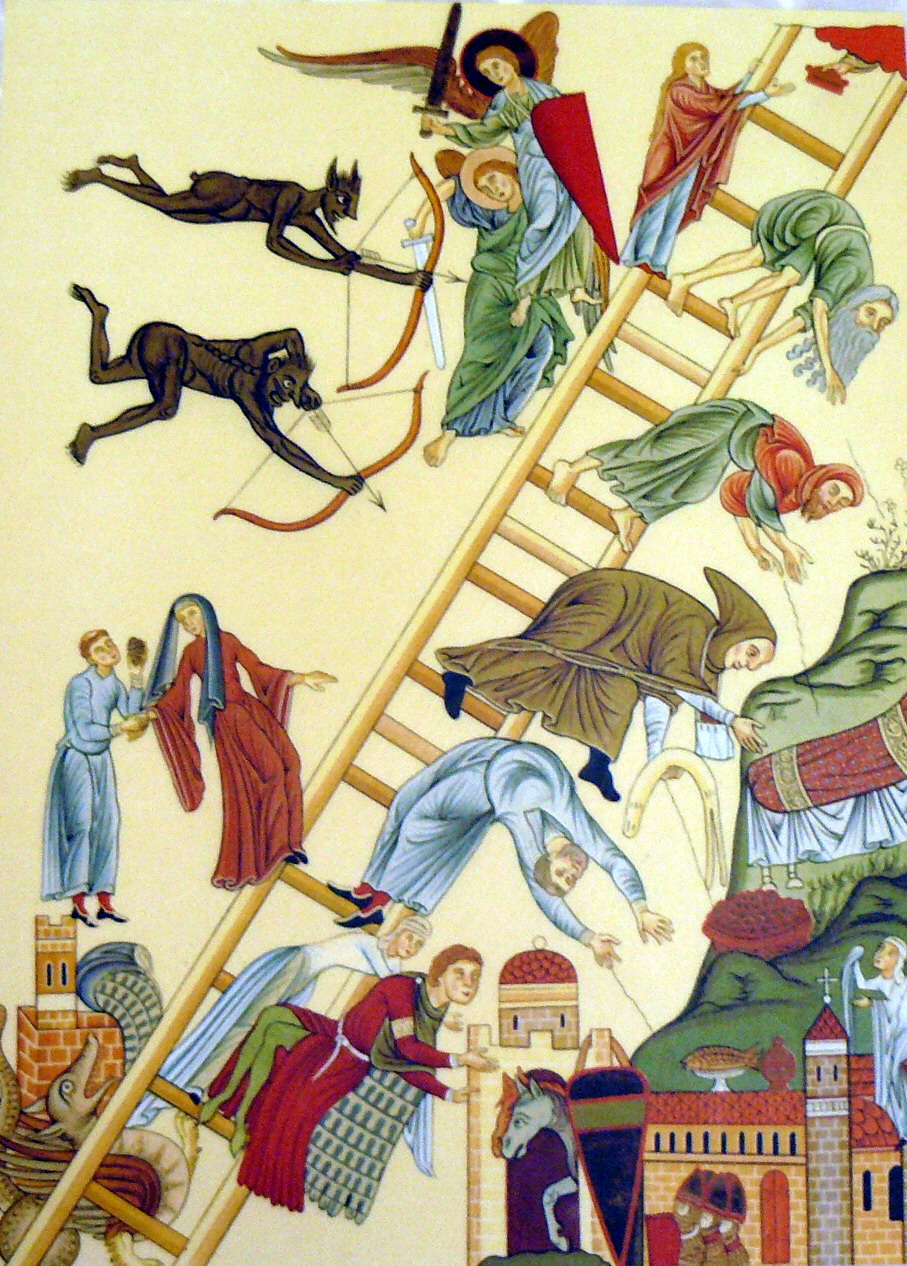
Scala delle virtù